# 海门口遗址
海门口遗址，位于云南省大理州剑川县，为白族地区古遗址。2013年3月5日，被认定为全国重点文物保护单位。

## 发现

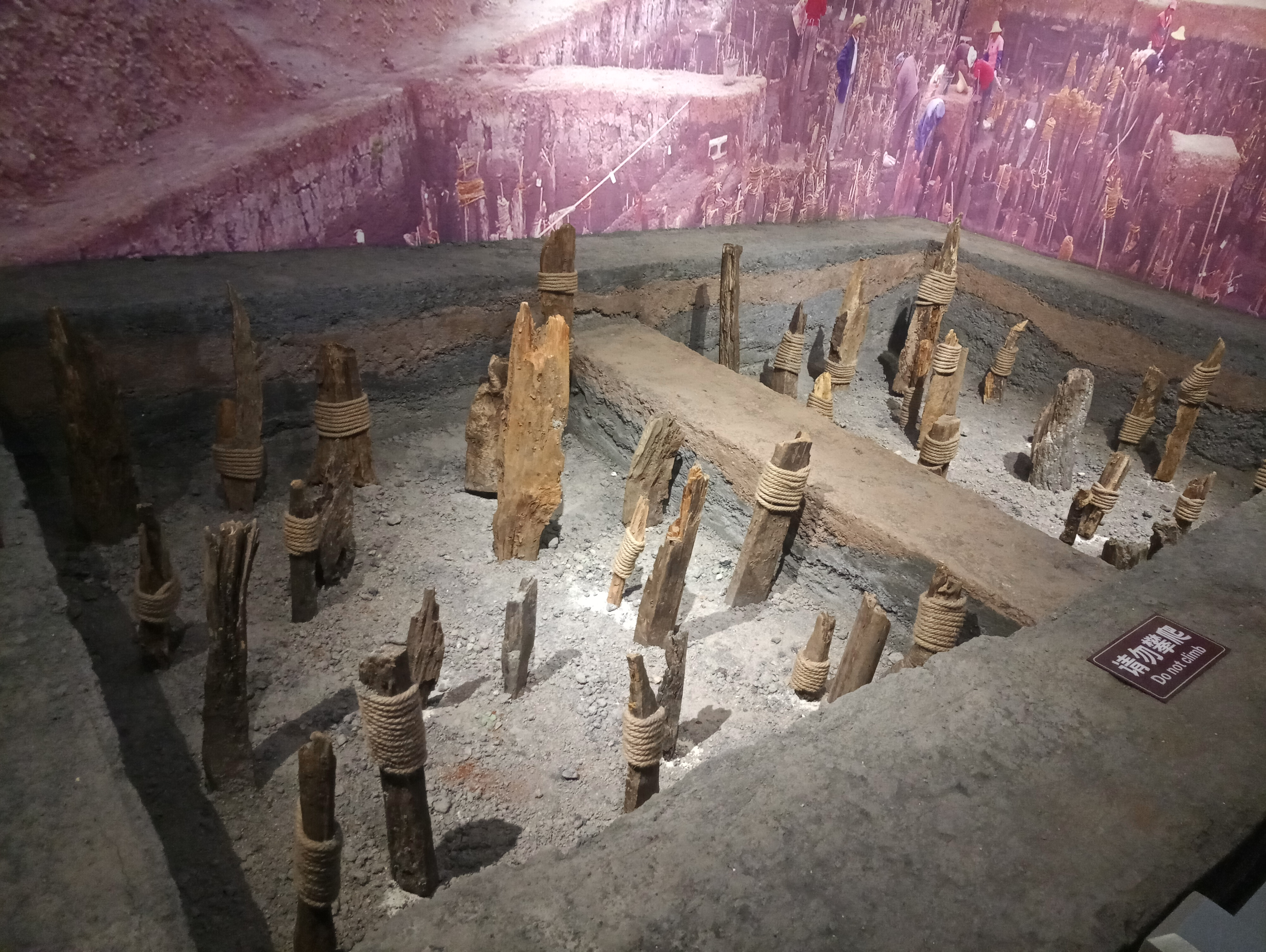
海门口遗址代表性的干栏式建筑模型

1957年3月，挖掘云南省剑川县海门口河道工程时发现。遗址系湖滨村落，为一处石器和铜器共存的遗址。一共出土陶器475件、石器169件、铜器14件、其它骨角器六七十件。陶器中尤以网坠为多，还有铜钓钩，体现当时此地居民从事捕鱼业。同时出土有麻石制作的铜花，其形状、纹饰与铜器完全相同。此外出土干栏式建筑的成排木桩，总数224根，由云南省博物馆收藏。

## 挖掘
1978年4月，云南省博物馆再次对剑川海门口遗址进行发掘（第二次挖掘），在此基础上发表了《云南剑川海门口青铜时代早期遗址》的文章。鉴定其出土的动物遗骸有梅花鹿、水牛、狗、家猪、野猪等。同时，对出土的农作物遗存也进行鉴定，认为海门口的农作物主要是稻谷（为籼稻和粳稻两大类），从而表明剑川海门口遗址已有家畜、家禽的饲养和水稻作物的种植。2008年初，由云南省考古研究所主持,并联合大理州文物管理所、剑川县文物管理所对海门口遗址进行了第三次大规模的考古发掘。这次考古发掘面积共1395平方米，将航图、浮选、水洗、数据库管理等各种先进技术全方位运用于发掘和记录，共出土3000多件文物，包括有陶器、石器、骨器、牙器、木器、铜器、铁器、动物骨骼和农作物遗存八大类。
据考证该遗址距今约3200年，相当于商朝后期，是研究滇西洱海周围古代社会文化面貌和云南民族史分期的主要史料，它也标志着云南原始社会解体。

## 图片

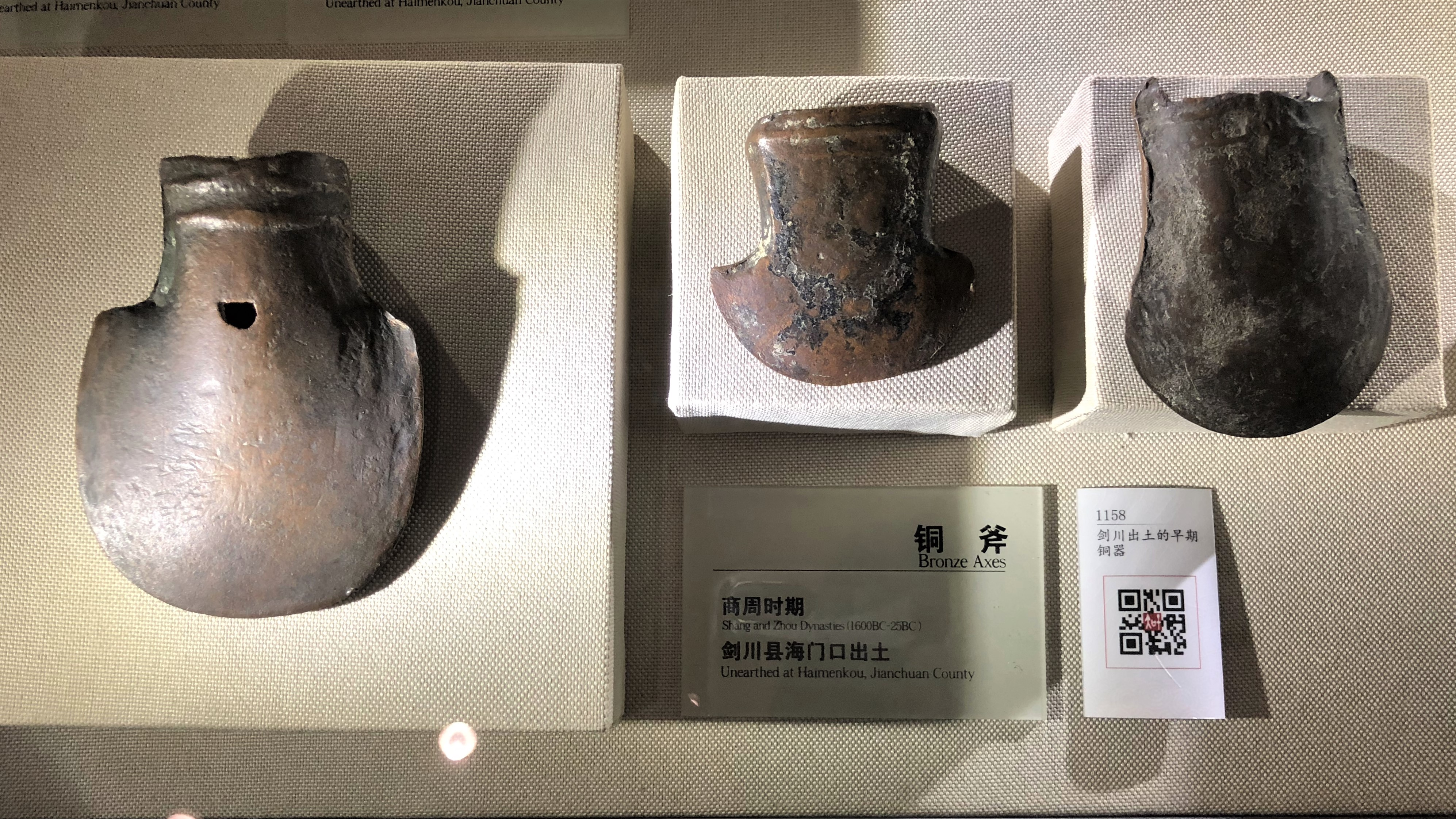
铜斧，出土自海门口遗址，藏于云南省博物馆
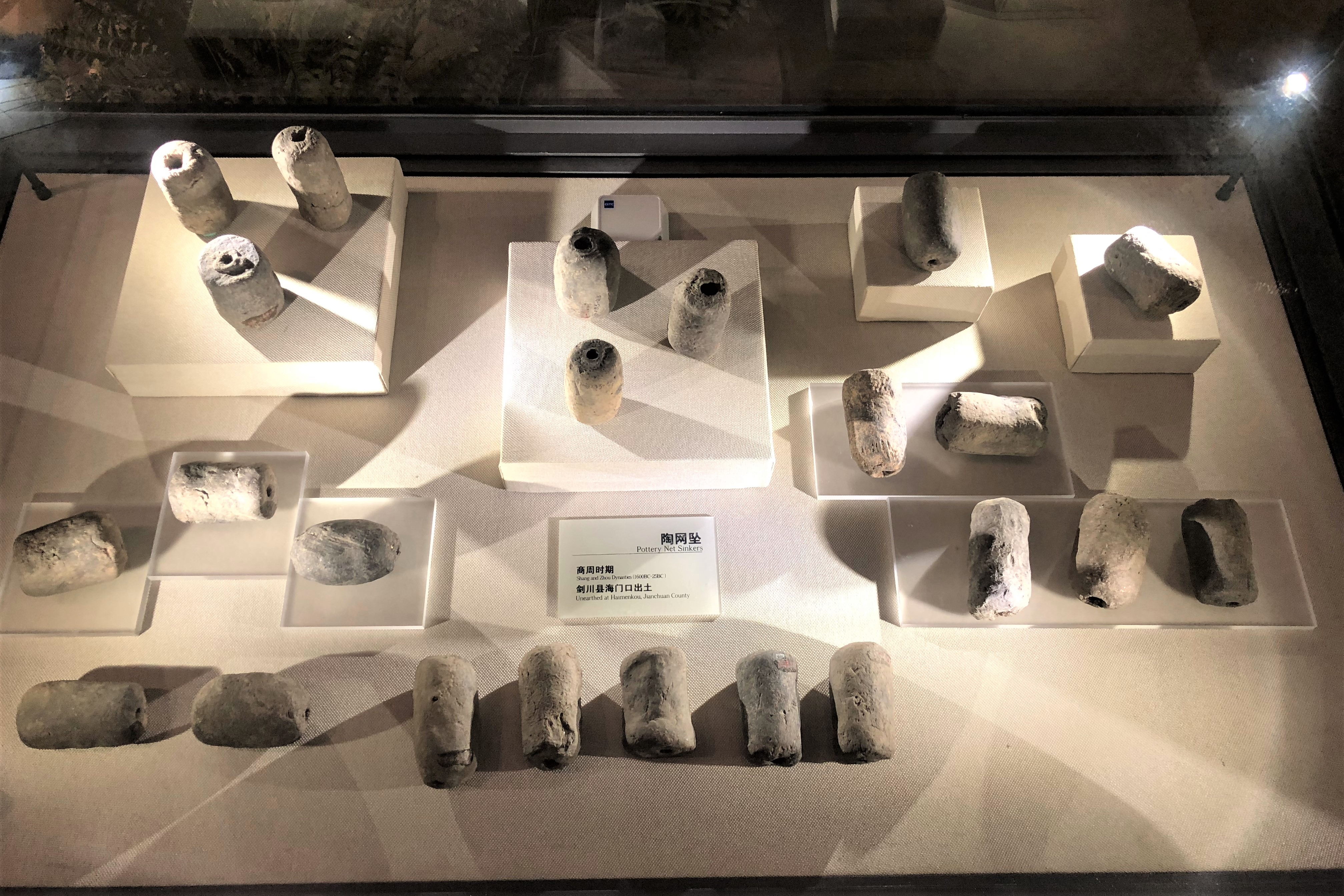
陶网坠，出土自海门口遗址，藏于云南省博物馆
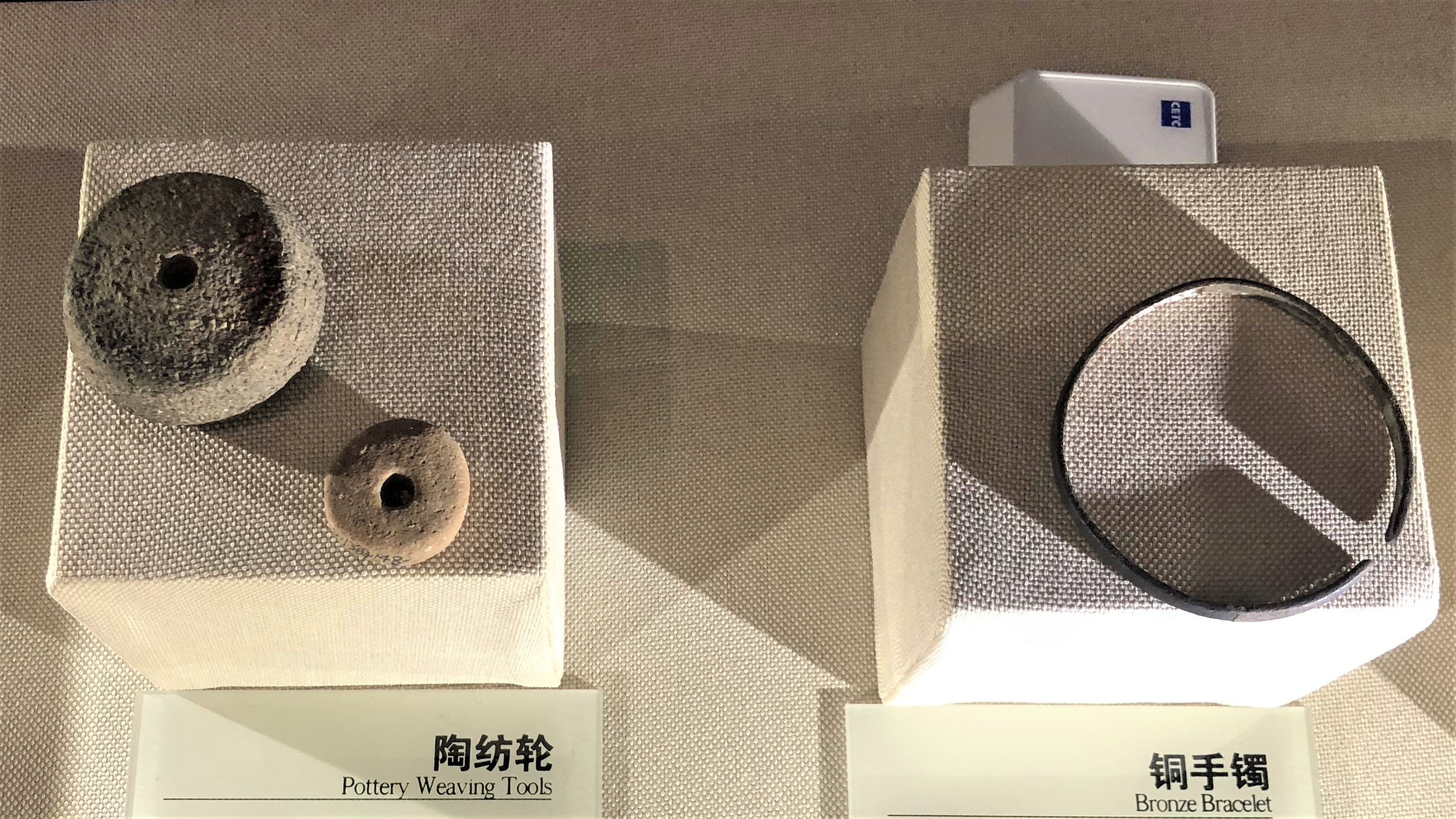
陶纺轮、铜手镯，出土自海门口遗址，藏于云南省博物馆
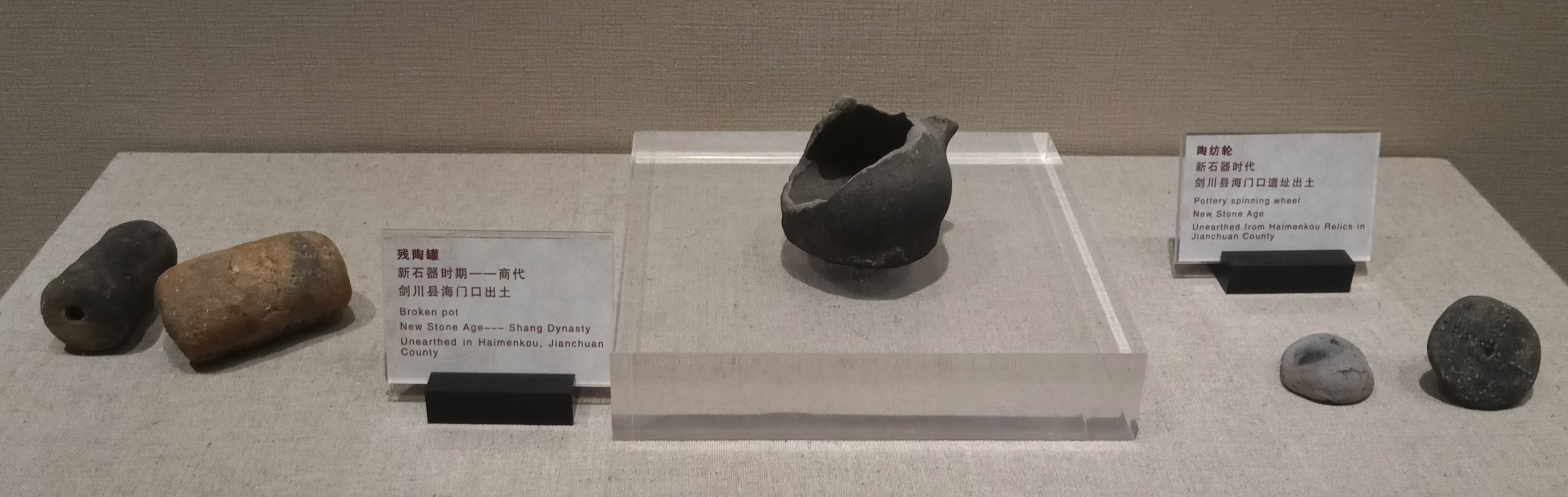
残陶罐 陶纺轮，藏于大理州博物馆
陶纺轮，藏于大理州博物馆
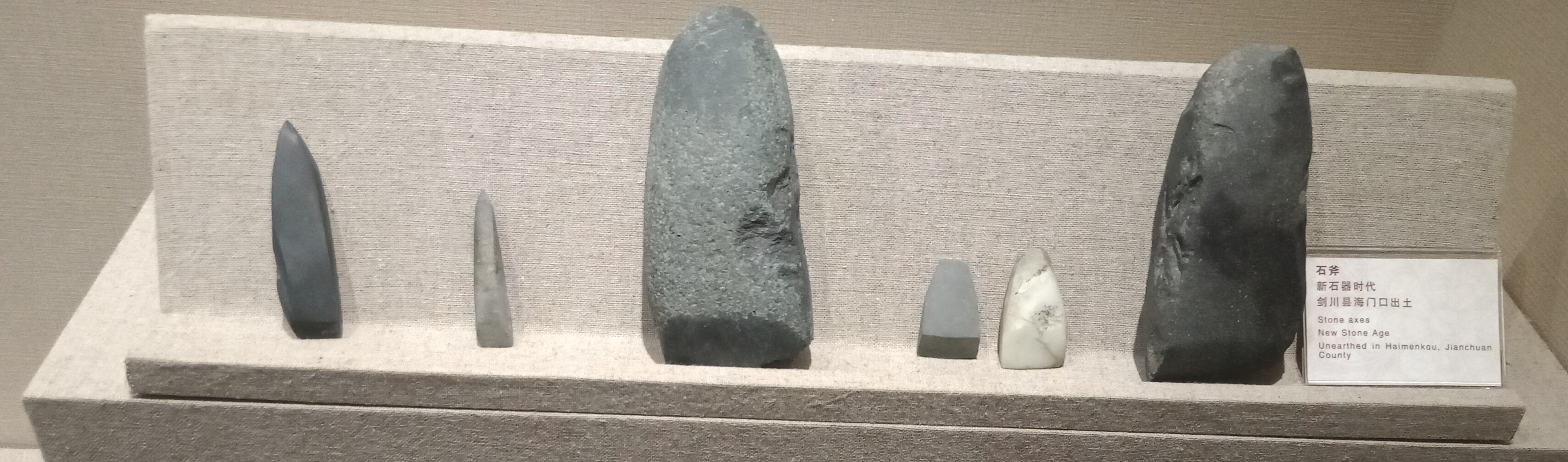
石斧，藏于大理州博物馆
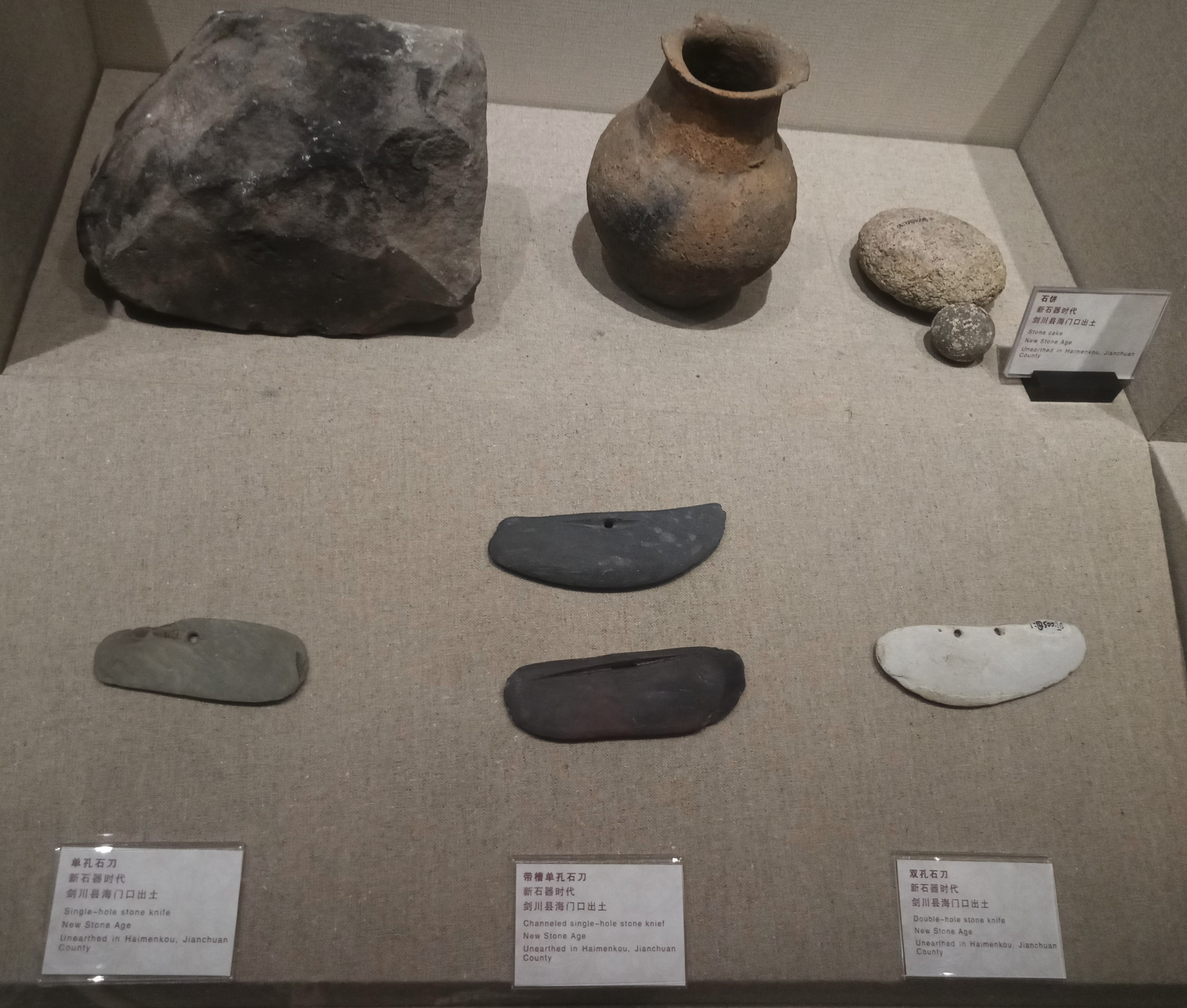
石饼 石刀，藏于大理州博物馆
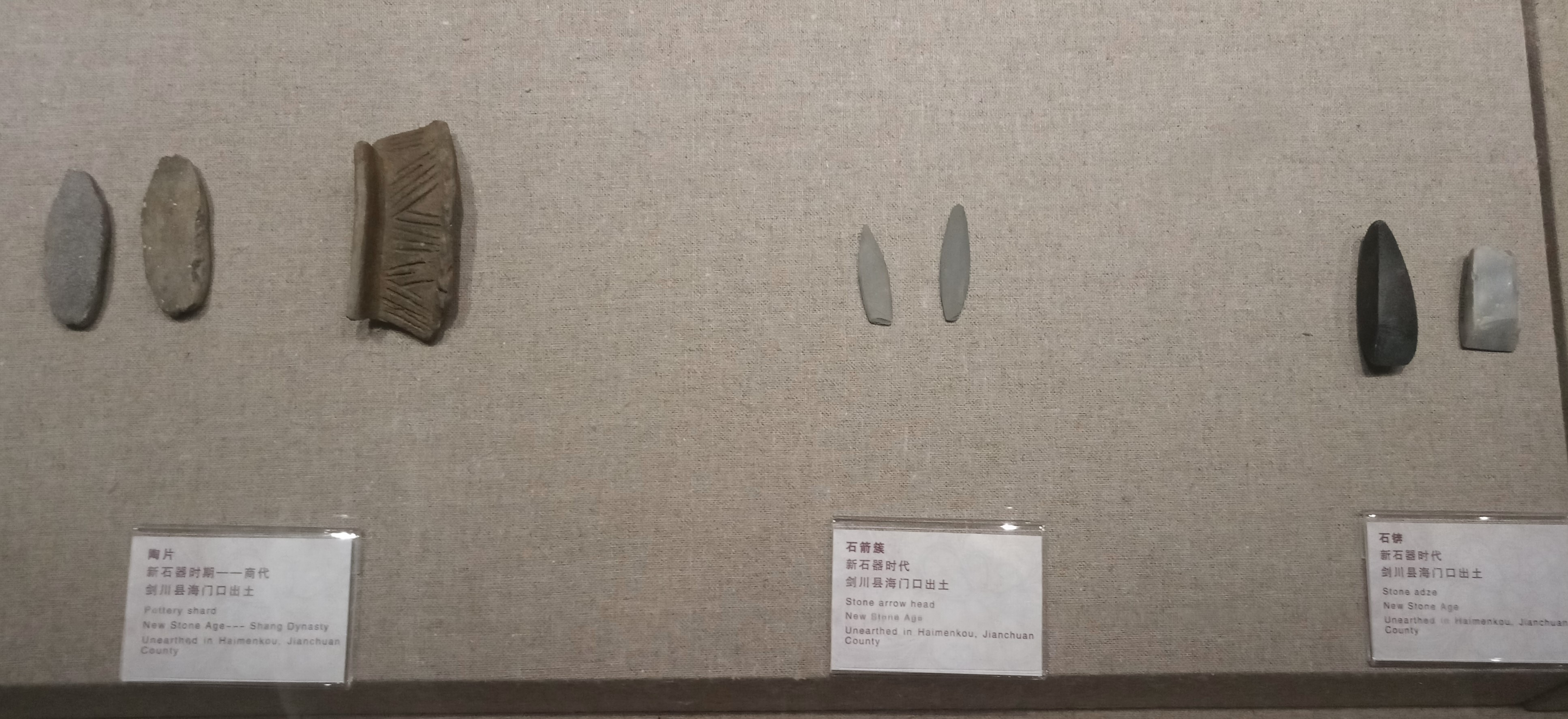
陶片 石箭簇 石锛，藏于大理州博物馆
陶网坠，藏于大理州博物馆
骨器 角器 碳化稻 粟，藏于大理州博物馆